# David Williams (gouverneur)
Pour les articles homonymes, voir Williams et David Williams.
David Williams (22 octobre 1921-16 juillet 2012) est un officier supérieur britannique dans la Royal Navy.

## Carrière navale
Williams a été nommé Second Sea Lord et chef du personnel naval en 1974, il fut ensuite  Commander-in-Chief Naval Home Command de 1976 à 1979 quand il a pris sa retraite.
Entre 1980 et 1982, il a été président du Club de la Royal Navy de 1765 et 1785 (Unis en 1889). Le 26 octobre 1982, il devient gouverneur de Gibraltar. Il a occupé ce poste pendant trois ans jusqu'au 19 novembre 1985.
Il est vice-président des Amis de l'Héritage de la Société de Gibraltar